# Amadeo Cros
Amadeo Cros Nubiola (1832-Barcelona, 24 de mayo de 1916) fue un empresario español, propietario de la empresa Cros.  

## Biografía
Su abuelo, Francisco Cros, era un empresario que había introducido el método de la cámara de plomo en la producción de ácido sulfúrico. La familia llegó a Cataluña en 1817, procedente de Francia. La empresa sería heredada por su padre, Juan Francisco Cros y finalmente pasó a manos de Amadeo, que continuó con la labor denominándola «J.T. Cros», pero en 1866 la llamó por su propio nombre. En 1873 traslada su empresa desde el barrio barcelonés de Sants hasta Badalona. La empresa dejaría de producir productos químicos para la industria y pasaría a producir abonos como superfosfatos de cal, cloruros, nitratos, fosfatos, etcétera. De ahí, la empresa se expandió al resto de España.  
En 1904 la empresa había crecido tanto que pasó a constituirse en la Sociedad Anónima Cros, con Amadeo como accionista destacado y presidente del consejo de administración. La empresa editaba además la revista Los abonos químicos que difundía gratuitamente entre los agricultores. Según fuentes populares de la zona Amadeo Cros murió sin descendencia, dejando todo su legado inmobiliario al ayuntamiento de Badalona, con la condición de destinarlo a usos sociales. 